# FOXG1
FOXG1 (англ. Forkhead box G1) – білок, який кодується однойменним геном, розташованим у людей на короткому плечі 14-ї хромосоми. Довжина поліпептидного ланцюга білка становить 489 амінокислот, а молекулярна маса — 52 352.
| 10         |  | 20         |  | 30         |  | 40         |  | 50         |
| ---------- |  | ---------- |  | ---------- |  | ---------- |  | ---------- |
| MLDMGDRKEV |  | KMIPKSSFSI |  | NSLVPEAVQN |  | DNHHASHGHH |  | NSHHPQHHHH |
| HHHHHHHPPP |  | PAPQPPPPPQ |  | QQQPPPPPPP |  | APQPPQTRGA |  | PAADDDKGPQ |
| QLLLPPPPPP |  | PPAAALDGAK |  | ADGLGGKGEP |  | GGGPGELAPV |  | GPDEKEKGAG |
| AGGEEKKGAG |  | EGGKDGEGGK |  | EGEKKNGKYE |  | KPPFSYNALI |  | MMAIRQSPEK |
| RLTLNGIYEF |  | IMKNFPYYRE |  | NKQGWQNSIR |  | HNLSLNKCFV |  | KVPRHYDDPG |
| KGNYWMLDPS |  | SDDVFIGGTT |  | GKLRRRSTTS |  | RAKLAFKRGA |  | RLTSTGLTFM |
| DRAGSLYWPM |  | SPFLSLHHPR |  | ASSTLSYNGT |  | TSAYPSHPMP |  | YSSVLTQNSL |
| GNNHSFSTAN |  | GLSVDRLVNG |  | EIPYATHHLT |  | AAALAASVPC |  | GLSVPCSGTY |
| SLNPCSVNLL |  | AGQTSYFFPH |  | VPHPSMTSQS |  | STSMSARAAS |  | SSTSPQAPST |
| LPCESLRPSL |  | PSFTTGLSGG |  | LSDYFTHQNQ |  | GSSSNPLIH  |  |            |

A: Аланін

C: Цистеїн

D: Аспарагінова кислота

E: Глутамінова кислота

F: Фенілаланін

G: Гліцин

H: Гістидин

I: Ізолейцин

K: Лізин

L: Лейцин

M: Метіонін

N: Аспарагін

P: Пролін

Q: Глутамін

R: Аргінін

S: Серин

T: Треонін

V: Валін

W: Триптофан

Кодований геном білок за функцією належить до білків розвитку. 
Задіяний у таких біологічних процесах, як транскрипція, регуляція транскрипції. 
Білок має сайт для зв'язування з ДНК. 
Локалізований у ядрі.